# Kruh (Okres Semily)
Kruh (deutsch Kruch) ist eine Gemeinde in Tschechien. Sie liegt fünf Kilometer südwestlich von Jilemnice und gehört zum Okres Semily.

## Geographie
Kruh befindet sich im westlichen Riesengebirgsvorland. Das Dorf erstreckt sich über drei Kilometer von Norden nach Süd im Tal des Baches Kružský potok. Nördlich erhebt sich der Klimentův vrch (513 m), im Süden die Babka (541 m) und Jíva (568 m), südwestlich der Kamenec (499 m), im Westen der Na Vrších (522 m) und nordwestlich der U Olšičky (483 m). Östlich des Dorfes verläuft die Bahnstrecke Velký Osek–Trutnov, die nächste Bahnstation ist Roztoky u Jilemnice.
Nachbarorte sind Mříčná im Norden, Jilemnice, Spořilov, Hnátovsko, Zásadka und Martinice v Krkonoších im Nordosten, Bukovec und Roztoky u Jilemnice im Osten, Prklín im Südosten, Rempl, Tample, Dolce und Na Žlábku im Süden, Svojek im Südwesten, U Sasků, Končiny, Libštát, Černé Moře und Košťálov im Westen sowie Kundratice im Nordwesten.

## Geschichte
Die erste schriftliche Erwähnung des Dorfes erfolgte 1386 im Zusammenhang mit einem Henricus de Cruh. Zu Beginn des 15. Jahrhunderts war das Dorf zweigeteilt. 1406 besaß Jarek von Mžan den einen Teil, während der andere Oldřich von Kruh († 1415) gehörte. Dessen Sitz war eine kleine Feste mit Vorwerkshof, die sich mitten auf dem Dorfanger befand. Später wurde Kruh Teil der Herrschaft Štěpanice. Bei deren Teilung zwischen Hynek von Waldstein auf Jilemnice und Heník von Waldstein auf Štěpanice kam 1492 der größte Teil des Dorfes zur Herrschaft Jilemnice, während acht Anwesen der Herrschaft Kumburk untertänig wurden.
Zusammen mit Jilemnice erwarb Arnošt Jilemnický von Újezdec und Kůnice 1547 den größten Teil des Dorfes. Ihm folgte 1577 sein Sohn Záviš. 1637 kaufte Johann Wilhelm Harant von Polschitz und Weseritz die Herrschaft Jilemnice. Im Untertanenregister der Herrschaft Jilemnice sind 1651 für Kruh 74 Einwohner erfasst. 1654 bestand der Jilemnicer Anteil aus fünf Bauern-, sieben Häusler- und drei Gärtnerstellen, der Kumburker Anteil bestand aus fünf Anwesen. 1701 verkaufte Franz Paul Harant von Polschitz und Weseritz Jilemnice mit allem Zubehör an Ferdinand Bonaventura Reichsgraf von Harrach. Im Jahre 1770 bestand das Dorf aus 68 Häusern. 1790 standen in Horní Kruh 67 Häuser, von denen neun zu Kumburk gehörten. Im Jahre 1804 war das Dorf auf 122 Häuser angewachsen. 1835 hatte Kruh 619 Einwohner und bestand aus 91 Häusern, einer Schule, einer Mühle und einem herrschaftlichen Jägerhaus. Darin inbegriffen ist der Kumburker Anteil, der elf Häuser mit 73 Bewohnern umfasste. Die Teilung zwischen den Herrschaften Jilemnice und Kumburk blieb bis zur Mitte des 19. Jahrhunderts bestehen. 1848 wurden beide Anteile zu einem Gemeinwesen vereinigt. Gepfarrt ist das Dorf seit nach Roztoky u Jilemnice.
Nach der Aufhebung der Patrimonialherrschaften bildete Kruh ab 1850 eine politische Gemeinde in der Bezirkshauptmannschaft Jilemnice. Bei einer Choleraepidemie verstarben im Oktober 1866 in Kruh 32 Personen. 1871 nahm östlich des Dorfes die Österreichische Nordwestbahn auf der Eisenbahnstrecke Chlumetz-Parschnitz den Verkehr auf. 1890 lebten in den 162 Häusern des Dorfes 1241 durchweg tschechischsprachige Einwohner. Im Jahre 1921 gehörten zur Gemeinde Kruh die Ansiedlungen Nouzov und Žebrna sowie die Einschichten Hlaváčova chalupa, Bušákovy domky, U Sasků, Skalský, Kočárkova chalupa und Fejfarův statek. Zu dieser Zeit bestanden in Kruh drei Teiche, zudem wurden ein Kalkbruch, ein Basaltbruch und ein Sandsteinbruch betrieben. 1930 hatte die Gemeinde 1016 Einwohner, 1950 waren es nur noch 763. Nach der Aufhebung des Okres Jilemnice wurde die Gemeinde Ende 1960 dem Okres Semily zugeordnet. Im Jahre 2002 hatte Kruh 501 Einwohner.

## Gemeindegliederung
Für die Gemeinde Kruh sind keine Ortsteile ausgewiesen. Kruh besteht aus den Ortslagen Dolní Kruh (Niederkruch) und Horní Kruh (Oberkruch) sowie der Einschicht U Sasků.

## Sehenswürdigkeiten
- Haus Nr. 1 U Tuláčků, spätbarockes gezimmertes Faktorenhaus mit Laubengang und Mansarddach
- Haus Nr. 105, gezimmerte Chaluppe mit geschnitzten Giebeln in Volksbauweise
- Glockenturm, errichtet 1920
- Kapelle U Bryknarových, im Oberdorf an einem Wegekreuz
- Statue des hl. Wenzel in der Flur Chrtkových, errichtet 1870
- Statue des hl. Johannes von Nepomuk, an der Brücke beim Haus Nr. 34
- Denkmal der Opfer des Ersten Weltkrieges, geschaffen 1923 auf dem Friedhof
- Denkmal der Opfer des Zweiten Weltkrieges, errichtet in den 1950er Jahren am Dorfanger